# Ťažký štít
Ťažký štít (česky Těžký štít, polsky Ciężki Szczyt, maďarsky Róth Márton-csúcs, německy Martin-Róth-Spitze), dříve Český štít (polsky Czeski Szczyt) je hora s vrcholem v nadmořské výšce 2520 m n. m. ve Vysokých Tatrách na Slovensku.

## Poloha
Hora se nachází na hlavním hřebeni Vysokých Tater v masivu Vysoké. Od vrcholu Vysoké na východě jej odděluje štrbina pod Ťažkým štítom, od Rysů na severu sedlo Váha. Jihozápadním směrem vybíhá hřeben Dračí pazúriky spojující Ťažký štít a Kôpky. Západní, 220 m vysoká stěna spadá do doliny Pod Váhou, severovýchodní stěna do Ťažké doliny.

## Jméno
Do poloviny roku 2006 nesl oficiální jméno Český štít (polsky i nadále Czeski Szczyt). Existují dvě vysvětlení původu tohoto názvu - slovanský původ preferuje slovenská názvoslovná komise, germánský původ prosazuje Anton Marec ve své knize Po stopách tatranských názvov. 
Pojmenování mohlo vzniknout chybným porozuměním polského či goralského jména ze strany pruského topografa Albrechta Wilhelma von Sydow. Goralové totiž ve svém nářečí označovali tato těžko dostupná místa slovem "čenška", "čynška", tedy "těžká". Sydow touto oblastí v roce 1827 cestoval a později vydal cestopis s mapou, kde uvedl Ťažkou dolinu jako Böhmisches Tal. Stejné pojmenování zapsal již před ním Juraj Buchholtz starší roku 1719. Toto se stalo podkladem dalších děl a zpětným překladem vznikla jména jako Český štít (nyní Ťažký štít, čes. Těžký štít), Česká dolina (nyní Ťažká dolina, čes. Těžká dolina), České pleso (nyní Ťažké pleso, čes. Těžké pleso) nebo Česká veža (nyní Ťažká veža, čes. Těžká věž). 
Název Český štít ovšem také mohl pocházet z německého slova zechen, čili kopání rudy. To potvrzuje i jiný název doliny Sucha, který najdeme na Sydowově mapě. Dolina se dvěma velkými plesy, protékaná potokem s mohutným vodopádem na dolním konci a celoročním firnoviskem na horním konci nemohla být považována za bezvodou. Jednalo se už tehdy o špatný překlad německého Durtal, tedy údolí, kde se dolovalo. Suchý je totiž německy dürr.
Podobné údajné omyly v toponymech ve Vysokých Tatrách na pomezí polského, maďarského, německého a slovenského živlu jsou běžné a mimo Ťažkého štítu je Slovenská republika neřeší.

## Významné výstupy
- 1904 Prvovýstup Ernest Dubke a Johann Franz st., severozápadním hřebenem[5] a sestup jihovýchodním hřebenem, II-III.
- 1909 Jadwiga Roguská a Jacek Żuławski, z jihu z Dračí doliny, II, normální cesta[6].
- 1932 Wieslaw Stanislawski a Wawrzyniec Żuławski severovýchodním žlabem z Ťažké doliny, V.